# Granville Bantock
Granville Bantock (Londres, 7 d'agost de 1868 – 16 d'octubre de 1946) fou un compositor i director d’orquestra anglès.
Després d'un període al Trinity College of Music, el 1889 va entrar a la Royal Academy on va estudiar amb Frederick Corder, exalumne de Ferdinand Hiller a Colònia, i ja en el primer any aconseguí el premi Mcfarren. Sent encara alumne de l'Acadèmia edità la seva famosa obertura The fireworshippers (1892); la sèrie de ballables egipcis del drama en cinc actes Ramsés II; la cantata Wülstan (1892) i l'òpera en un acte Caedmar (1892).
De 1893 a 1896, va dirigir la revista musical The New Quarterly Musical Review i ensems desenvolupà el càrrec de director d'orquestra en el teatre Provincial. El 1897, director de la banda municipal a New Brighton. De 1908 a 1933 va ser professor de música a la Universitat de Birmingham, on tingué alumnes com Eric Fogg. Bantock fou una de les més eminents personalitats del món musical.
Va compondre una gran quantitat d'obres: òperes, simfonies, oratoris (Omar Kháyyám, la seva obra més coneguda), poemes simfònics, ballets, música de cambra, música per a piano, per a cor sol, cançons, etc.
Entre les seves composicions, destaquen:
- Thalaba the destroyer (1900);
- Dante (1902);
- Fifine at the fair (1902);
- The witch of Atlas (1902);
- Lalla Rock (1903);
- Saul i Elena, obertures simfòniques (1906);
- dues Suites per a orquestra;
- Die Perle von Iran, òpera en un acte (1896).
- Christus in der Wüste, oratori (Gloucester, 1907);
- The Pierrot of the Minute (1908);
- Obertura per a una tragèdia grega;
- Simfonia hebrea (1916);
- Pan in Arcady (1919);
- Atlanta in Calydon i The Song of >Songs (1927);
- The Burden of Babylon (1928).